# Ulli Beier
Ulli Beier (Główczyce (Glowitz), 30 juli 1922 – Sydney, 3 april 2011) was een Duits afrikanist en taalkundige. Ook verrichtte hij taalkundig en cultuurwetenschappelijk onderzoek in Papoea-Nieuw-Guinea.

## Leven
Ulli Beier stamde uit een niet-religieus Joods gezin. Zijn vader was arts. In 1933, toen Adolf Hitler de macht greep in Duitsland, emigreerde de familie naar het Britse Mandaatgebied Palestina. Na de Tweede Wereldoorlog ging Beier studeren aan de Universiteit van Londen. Hij legde zich toe op de taalwetenschap, en met name de fonetiek. Tussendoor was hij onderwijzer voor gehandicapte kinderen.
Omstreeks 1950 trouwde Beier met Susanne Wenger, een Oostenrijkse, politiek links georiënteerde, beeldend kunstenares. In 1950 vertrokken zij samen naar Nigeria. Ulli Beier had een uitnodiging gekregen om in Ibadan, in de huidige deelstaat Oyo, in het overwegend door het volk der Yoruba bewoonde zuidwesten van Nigeria, fonetiek te doceren aan de universiteit van Ibadan.
Ulli Beier en Susanne Wenger raakten gefascineerd door de taal en rijke cultuur van de Yoruba. Susanne ging er omstreeks 1959 zelfs toe over de religie van dit volk aan te nemen, en werd één van de priesteressen bij het heiligdom Osun-Osogbo. Ulli en Susanne creëerden, samen met de plaatselijke bevolking, toneel, literatuur en beeldende kunst, wat leidde tot een revival van de Yorubacultuur, wel in samenwerking met en geïnspireerd door westerse cultuuruitingen, maar niet daardoor overheerst.
Beier en Wenger gaven ook lessen aan mensen van het Yorubavolk, wat leidde tot het ontstaan van een groep kunstenaars in verschillende disciplines, die in de Engelse taal als Oshogbo-School of Osogbo-School worden aangeduid.
Beier richtte in 1957 te Ibadan het Engelstalige culturele tijdschrift Black Orpheus op, het eerste van zijn soort in Afrika bezuiden de Sahara. Literaire bijdragen aan dit blad, dat tot 1975 bestond, kwamen van de hand van o.a. Wole Soyinka, Aimé Césaire (voorvechter van de Négritude-beweging), Léopold Senghor, Malangatana Ngwenya en Dennis Brutus. Veel illustraties in dit blad waren van de hand van Susanne Wenger. Beier zelf verrichtte veel vertaalwerk van Afrikaanse literatuur naar het Engels, en droeg daardoor bij aan het bekendraken van de Nigeriaanse literatuur in de westerse wereld. 
In 1965 scheidden Beier en Wenger van elkaar; Susanne Wenger bleef de rest van haar leven te Oshogbo. Korte tijd later trouwde Beier met Georgina Betts, een Engelse beeldend kunstenares, die vooral grafische kunst maakte. In 1966 verlieten zij Nigeria, vanwege de Biafra-oorlog.
Ulli Beier en Georgina  verbleven van 1968-1974 in Australië en Papoea-Nieuw-Guinea, om de cultuur van de oorspronkelijke bewoners te bestuderen. Van 1974-1981 was Beier weer in Nigeria als hoogleraar Black African Studies aan de in 1962 gestichte universiteit van  de stad Ilé-Ifè in Osun, Nigeria, in het Yorubagebied.
Vanaf 1981 woonde het echtpaar Beier in Duitsland; in november 1981 richtten zij voor de Universiteit van Bayreuth de culturele instelling Iwalewahaus op. In het aan het Iwalewahaus verbonden museum werden de privé-kunstcollecties van Beier, zowel die uit Afrika als die uit Papoea-Nieuw-Guinea, ondergebracht. Beier was van 1981-1985 en van 1987-1997 directeur van het Iwalewahaus. Zijn laatste levensjaren bracht Ulli Beier weer door in Australië.
Beier heeft enige toneelstukken geschreven  onder het pseudoniem Obotunde Ijimere, die kritisch zijn ten opzichte van de kolonialistische raciale verhoudingen van die tijd, waarin veel Afrikaanse landen onafhankelijk van hun voormalige kolonisator werden.

## Eerbewijzen en onderscheidingen
Beier verwierf in Nigeria enige eretitels van het traditionele koningshuis van het Yorubavolk. Ook verwierf hij eredoctoraten van de universiteiten van Ilé-Ifè en de Johannes Gutenberg Universiteit te Mainz. De stad Bayreuth eerde Beier in 1995 met de stedelijke cultuurprijs.

## Werken
- 1966: The Imprisonment of Obatala. Heinemann, Londen. Toneelstuk. (Als Obotunde Ijimere.)
- 1967: Introduction to African Literature: An Anthology of Critical Writing from Black Africa. Longmans, London.
- 1980: Neue Kunst in Afrika. Das Buch zur Ausstellung. Reimer, Berlin, ISBN 3-496-01009-6 (expositie in het Landesmuseum, Mainz en in de universiteit van Bayreuth).
- 1982: Glücklose Köpfe: Malerei von Ver-rückten [sic!] aus Nigeria – Luckless Heads: Paintings by De-ranged Nigerians. uitg. CON, Bremen, ISBN 3-88526-095-6.
- 1991: 10 Jahre Iwalewa-Haus Bayreuth. Begegnungen mit Kulturen Afrikas, Asiens und des Pazifik. Iwalewahaus, Bayreuth.
- 1991: Thirty Years of Oshogbo Art, in connection with an Exhibition at the National Museum, Lagos, Nigeria.
- 1997: Ein Meer aus Indigo. Adire, Yoruba Textilkunst im Wandel. Uitg. Peter Hammer, Wuppertal ISBN 3-87294-769-9.
- 1999: Auf dem Auge Gottes wächst kein Gras. Zur Religion, Kunst und Politik der Yoruba und Igbo in Westafrika. Uitg. Trickster im Peter Hammer Verlag, Wuppertal, ISBN 3-87294-817-2.
- 2002: geselecteerd en uitgegeven door Beier: Yoruba Poetry. Breitlinger, Bayreuth, ISBN 3-927510-75-0.
- 2003: Neue Kunst aus Australien, Fidschi, Indien, Nigeria, Papua-Neuguinea und Tonga in de SchmidtBank , Marktredwitz, Verlag für Moderne Kunst, Nürnberg 2003, ISBN 3-936711-13-5.